# امباتوسیا
امباتوسیا (به لاتین: Ambatosia) یک سکونتگاه مسکونی در ماداگاسکار است که در سوفیا (ماداگاسکار) واقع شده‌است.

## خصوصیات
امباتوسیا ۱۹٬۰۰۰ نفر جمعیت دارد و ۱٬۰۵۱ متر بالاتر از سطح دریا واقع شده‌است.